# Bakos György (atléta)
Bakos György (Zalaegerszeg, 1960. július 6. –), Európa-bajnok magyar atléta, gátfutó.

## Pályafutása
1979-ben ezüstérmet szerzett a junior Európa-bajnokságon 110 méteres gátfutásban, ezt követően több mint egy évtizedig az ország egyik legjobb gátasának számított, aki a 4 × 100-as váltónak is oszlopos tagja volt. 1983-ban, az első szabadtéri világbajnokságon hatodik, a budapesti fedett pályás Eb-n ötödik volt. 1984-ben a szocialista országok bojkottja miatt nem vehetett részt, a Barátság versenyeken aranyérmet, a fedett Eb-n ezüstérmet szerzett. 1985-ben 60 méteres gátfutásban fedett pályán Európa-bajnoki címet szerzett, a kobei universiádét másodikként zárta. A '86-os szabadtéri Eb-n nyolcadik helyezést ért el a döntőben. A szöuli olimpián tagja volt a fináléba jutó és ott nyolcadikként célba érő 4 × 100-as magyar váltónak. Az 1990-es szabadtéri Eb-n váltóban ötödik lett.